# Dynamo Dresden
Sportgemeinschaft Dynamo Dresden e.V. é uma agremiação esportiva alemã sediada em Dresden, na Saxônia, fundada a 12 de abril de 1953. Oito vezes campeão nacional da Alemanha Oriental e sete da Copa da Alemanha Oriental, antes da reunificação da Alemanha, atualmente disputa a 2. Bundesliga.

## História
O clube foi fundado com o nome de Sportgemeinschaft Dynamo Dresden, mudando o nome em 1990 para 1. FC Dynamo Dresden.
É considerada uma das mais prestigiosas e populares equipes de futebol da antiga República Democrática Alemã, tendo vencido 8 vezes o Campeonato da Oberliga (da Alemanha Oriental), além de 7 copas.
Depois da reunificação, em 1990, o Dynamo Dresden militou de 1991 a 1995 na Bundesliga. Contudo, em 1995, por causa de problemas financeiros, a agremiação não pôde se inscrever nas primeiras duas divisões e acabou rebaixada para a divisão regional.
Em 2004, o clube voltou a segunda divisão para novamente descer à Regionalliga na temporada sucessiva. Ao fim da temporada 2007-2008, se classificou em oitavo lugar na Regionalliga Norte, posição que lhe concedeu a oportunidade de se qualificar para a Dritte Bundesliga, a terceira divisão em 2008-2009.
Em 24 de maio de 2011, venceu o play-off contra o Vfl Osnabruck, obtendo a promoção para a Zweite Bundesliga, a segunda divisão alemã. Contando os jogos de ida e volta a equipe contabilizou 4 a 2 no cômputo geral.

### Anos 1950 e 60
Em 1950 a SG Dresden-Friedrichstadt, a agremiação sucessora da Dresdner SC, se dissolveu por motivos políticos. Quase a equipe inteira que fora vice-campeã da Oberliga na primeira temporada 1949-1950 deixou a Alemanha Oriental.
Para fazer frente a tal perda a Sportvereinigung Volkspolizei Dresden, existente desde 1948, foi reforçada com atletas provenientes de toda parte da Alemanha Oriental e foi, portanto, admitida na Oberliga na temporada 1950-1951. Tendo duas colocações positivas nas duas temporadas seguintes (4º lugar em 1951, 2º lugar em 1952), a equipe se estabilizou nas primeiras posições da tábua de classificação.
Em abril de 1953, a agremiação foi renomeada SG Dinamo Dresden, fundindo-se com o SV Dinamo, a organização esportiva dos órgãos internos de segurança da República Democrática Alemã, a (MfS. Volkspolizei, Zoll). No mesmo ano o clube venceu o seu primeiro campeonato da Alemanha Oriental ao bater o Wismut Aue por 3 a 2, após já ter vencido um ano antes a primeira copa nacional da Alemanha Oriental.
Em novembro de 1954 a agremiação inteira se transferiu para Berlin e foi renomeada SC Dinamo Berlim, com o objetivo de construir uma equipe construtiva. A Dresdner SG Dinamo, foi inserida na 1. Liga, a segunda divisão do Campeonato da Alemanha Oriental e nos anos sucessivos viveu um período obscuro, chegando a disputar a quarta divisão, para depois retornar à Oberliga em 1962.
Durante os anos 1960 a equipe sofreu o descenso por duas vezes, em 1963 e 1968, retornando, sempre nas temporadas sucessivas. Após 1968, o clube permaneceu de forma estável na máxima divisão da Alemanha Oriental até 1991, quando acabou dissolvida.

### Os anos 1970
Em junho de 1969 o clube contratou o técnico Walter Fritzsch, vivenciando nos anos sucessivos uma era de ouro. Em 1971 a agremiação dominou o campeonato vencendo o seu segundo título depois daquele de 1953, chegando no mesmo ano à final da copa nacional, fato inédito na história do futebol da nação comunista.
Nos anos sucessivos a equipe confirmou o domínio na primeira divisão, obtendo o triunfo em 1973, 1976, 1977 (vitória também na copa nacional) e 1978. Em 1975, foi derrotado na disputa de pênaltis na final da copa nacional pelo BSG Sachsenring Zwickau.
Na Copa dos Campeões, a equipe chegou duas vezes às quartas de final, eliminando, entre outras, o Porto, a Juventus e o Benfica. Em 1973, foi eliminado pelo Bayern de Munique, o qual contou apenas com um gol a mais no cômputo geral (4 a 3 e 3 a 3) no primeiro e memorável duelo entre as equipes das duas Alemanhas na competição.

### Os anos 1980
Em 1978, após tantos sucessos, o treinador Fritzsch deixou o comando da equipe para Gerhard Prautzsch. O time ainda venceu a copa nacional em três ocasiões. 1982, 1984 e 1985, sempre derrotando na final o rival BFC Dinamo Berlim, absoluta rivalidade ocorrente na Oberliga naqueles anos.
Entre 1980 e 1981, três jogadores Peter Kotte, Matthias Müller e Gerd Weber foram licenciados por conta da acusação de tentarem se evadir para a Europa Ocidental durante uma estada em Enschede. Embora o Colônia tivesse interesse nos três, todos acabaram aprisionados e encarcerados por um ano, além de serem desqualificados como atletas. Tanto a equipe como a Seleção Nacional da Alemanha Oriental perderam assim três jogadores importantes.
Nas copas européias as quartas de final pareciam ser um obstáculo intransponível. Em 1984, a equipe foi derrotada por 5 a 0 pelo Rapid Viena depois de ter vencido a partida de ida por 3 a 0. No ano seguinte, uma vitória por 2 a 0 e um 3 a 1 no fim do primeiro tempo da partida de volta contra o Bayer Uerdigen pareciam garantir à equipe a passagem para a fase seguinte, mas em uma desastrosa reação, os adversários assinalaram 6 gols eliminando pela nona vez a equipe da Alemanha Oriental da competição.
Nessa ocasião o jogador Frank Lippmann permaneceu na Alemanha Ocidental. Entre os torcedores foram enquadrados também alguns fugitivos. Para esconder esse embaraçante episódio, a TV da Alemanha Oriental mostrou várias vezes imagens de estátuas.
Sob a batuta do treinador Eduard Geyer a equipe recuperou o antigo esplendor, vencendo com autoridade a temporada de 1988-1989, conseguindo ainda quebrar o tabu, após sete tentativas frustes, de ultrapassar às quartas de final da Copa Européia. Na semifinal, a equipe foi derrotada pelo VfB Stuttgart, o qual teve muita dificuldade. Naquela edição, entre as vítimas do Dynamo Dresden, se encontrava a Roma que capitulou ao perder por 2 a 0 nas partidas de ida e volta.

### Os anos 1990

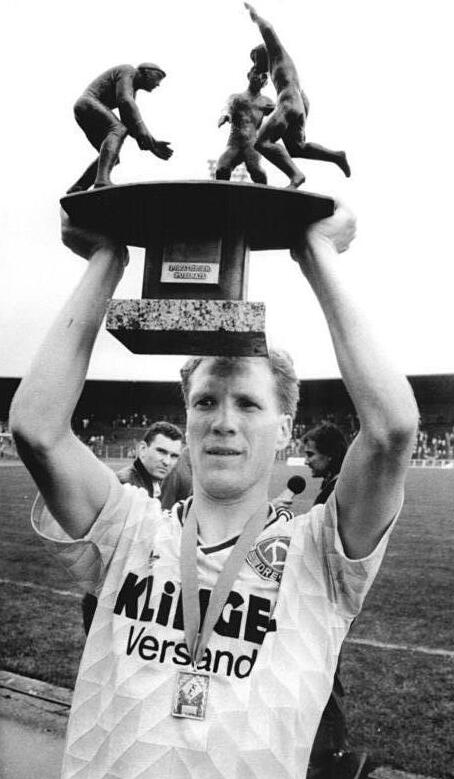
Matthias Sammer ergue a Copa da Alemanha Oriental vencida em 1990

Após a temporada 1989-1990, a equipe que em 1 de julho de 1990 tomara o nome de 1. FC Dynamo Dresden, vendera o seus melhores atletas. Wolf-rudiger Ziegenbalg foi nomeado presidente e na última temporada da Oberliga o clube ficou na segunda colocação, conseguindo se classificar para a primeira divisão da Bundesliga.
A última partida da Copa dos Campeões da Europa, disputada em Dresden, é um capítulo para ser esquecido. O jogo das quartas de final contra o Estrela Vermelha foi suspenso por conta de confrontos entre os torcedores. A equipe foi desqualificada por duas fases.
Durante os primeiros dois anos na Bundesliga, o time permaneceu no final da tábua de classificação, conseguindo todavia evitar a queda para a segunda divisão. Em janeiro de 1993, foi nomeado presidente o empreendedor Rolf-Jürgen Otto e no mesmo ano a equipe foi penalizada com a perda de quatro pontos por fraude na aquisição da licença. Guiada pelo treinador Siegfried Held, o Dynamo Dresden conseguiu se salvar, mas o mesmo objetivo não foi conseguido no ano sucessivo sob a guia de Horst Hrubesch.
Mas os problemas estavam longe de terminar. A Federação de Futebol Alemã não autorizou a inscrição do clube na primeira nem na segunda divisão da Bundesliga por motivos financeiros. O Dynamo caíria para a divisão regional.

### De 2000 até 2010
Até hoje o Dynamo Dresden não se encontra de todo recuperado da falência financeira, por conta da incompetente gestão que administrou o clube após a reunificação da Alemanha. Após cinco anos de disputa no campeonato regional, a equipe foi aceita na Oberliga depois de uma nova reestruturação societária. Em 2002, após ter batido todos os recordes de público, subiu para a Regionalliga Nord.
Tal renascimento foi determinado sobretudo pelo engajamento do treinador Christoph Franke. Em 2004, o clube rompe a má fase obtendo a promoção para a segunda divisão. Em 5 de junho de 2004, diante de 36.000 espectadores, e com três pontos e 13 gols de vantagem sobre o segundo colocado, o Wuppertaler SV Borussia, a equipe pode festejar a volta à segunda divisão com uma rodada de antecipação. A derrota na última rodada frente ao Uerdingen não influenciou a classificação final.
No primeiro ano na segunda divisão, 2004-2005, tinha como objetivo apenas se manter no mesmo módulo. Após um bom início, ao vencer o rebaixado da primeira divisão, Duisburg, por 3 a 1, a equipe terminou o primeiro turno com 18 pontos, muito pouco para espantar o fantasma do rebaixamento. Um resultado magro devido também à péssima situação financeira. A vigésima rodada assinalou, contudo, uma reviravolta. Foram sete partidas sem derrotas. Na trigésima-segunda rodada, o time pôde festejar a permanência na categoria, durante a disputa contra o rival da Saxônia, o Erzgebirge Aue. Um 2 a 1 contra o Rot-Weiss Erfurt garantiu o oitavo lugar na classificação atrás do mesmo Erzgebirge Aue.
A temporada 2005-2006 foi emocionante mas teve um final amargo. Após ter batido na quarta rodada o Munique 1860, no novo estádio Allianz Arena, a equipe, após alcançar o terceiro lugar na classificação, ficou 12 partidas sem vitória e acabou voltando à zona de rebaixamento. Em 15 de dezembro de 2005, o treinador Christoph Franke foi exonerado e substituído por Peter Pacult. Reforçada com novos jogadores, a equipe chegou ao segundo turno determinada a permanecer na segunda divisão. A esperança permaneceu acesa até a última rodada quando, em 14 de maio de 2006, a derrota frente ao Hansa Rostock por 3 a 1, decretou o rebaixamento por apenas um ponto, após totalizar 41 no curso do campeonato.

### De 2010 até hoje
Depois de anos na 3.Bundesliga a temporada 2015-2016 marcou o renascimento do Dynamo Dresden: no clássico em casa contra o Magdeburgo a torcida apresentou o maior bandeirão da Europa. Em 34 rodadas, a equipe sofreu apenas duas derrotas ascendendo à segunda divisão nesta rodada. A média de público, de 27 mil pagantes por partida, foi a maior da terceira divisão e apareceu no Top 20 da Alemanha.

## Estádio
A equipe manda as suas partidas no Rudolf-Harbig-Stadion. Aberto em 1923, tinha capacidade para 38.500 lugares. O recorde de presença foi registrado em 24 de setembro de 1979 numa partida da Taça UEFA contra o Stuttgart, terminada em 1 a 1. Nessa partida estiveram presentes 44.000 pessoas. Em 2007, houve uma reestruturação com a construção de novas tribunas, além da eliminação da pista atlética.
Os trabalhos se iniciaram oficialmente em novembro de 2007 e a inauguração do novo estádio, com capacidade para 32.066 lugares cobertos, ocorreu em 15 de setembro de 2009, durante uma partida amistosa contra o Schalke 04. Em dezembro de 2010 o nome foi mudado para Glücksgas-Stadion.

## Elenco
- Atualizado em 27 de maio de 2025.[2]

## Títulos
- 3 Bundesliga: 2015-16, 2020-21
- DDR-Oberliga: 8
  - Campeão 1952–53, 1970–71, 1972–73, 1975–76, 1976–77, 1977–78, 1988–89, 1989–90
- FDGB-Pokal: 7 (Recorde dividido com o 1. FC Magdeburg)
  - Campeão 1951–52, 1970–71, 1976–77, 1981–82, 1983–84, 1984–85, 1989–90
- Taça UEFA
  - Semifinal: 1988–89
- NOFV-Oberliga: 1
  - Vencedor: 2002
- Copa da Saxônia: 3
  - Vencedor 2003, 2007, 2009
- GDR Campeão Júnior: 2
  - 1982, 1985
- Junge Welt Junior Cup: 2
  - 1976, 1985
- Indoor-Regio-Cup: 1
  - 2007
- Deutschland Cup: 1
  - 1990